# Brachymeria mangshiensis
Brachymeria mangshiensis is een vliesvleugelig insect uit de familie bronswespen (Chalcididae). De wetenschappelijke naam is voor het eerst geldig gepubliceerd in 1985 door Chen & Liao.